# National Retail Properties
National Retail Properties, chiamata anche con l'acronimo NNN, è fondo di investimento immobiliare statunitense, attivo nel settore di locazione a lungo termine di immobili di lusso. Fondato nel 1984 e con sede principale a Orlando in Florida, è quotata alla NYSE e fa parte dell'indice S&P 400.
Al 31 dicembre 2019, la società possedeva 3 118 proprietà.